# Episodi di Siren (seconda stagione)
La seconda stagione della serie televisiva Siren, composta da 16 episodi, è stata trasmessa negli Stati Uniti su Freeform dal 24 gennaio al 1º agosto 2019.
In Italia, la seconda stagione va in onda su Rai 4 dal 9 marzo al 27 aprile 2020.
| n° | Titolo originale     | Titolo italiano       | Prima TV USA     | Prima TV Italia |
| -- | -------------------- | --------------------- | ---------------- | --------------- |
| 1  | The Arrival          | L'arrivo              | 24 gennaio 2019  | 9 marzo 2020    |
| 2  | The Wolf at the Door | Il lupo alla porta    | 31 gennaio 2019  | 9 marzo 2020    |
| 3  | Natural Order        | Ordine naturale       | 7 febbraio 2019  | 16 marzo 2020   |
| 4  | Oil and Water        | Olio e acqua          | 14 febbraio 2019 | 16 marzo 2020   |
| 5  | Primal Instincts     | Istinti primari       | 21 febbraio 2019 | 23 marzo 2020   |
| 6  | Distress Call        | Richiesta di soccorso | 28 febbraio 2019 | 23 marzo 2020   |
| 7  | Entrapment           | Intrappolamento       | 7 marzo 2019     | 30 marzo 2020   |
| 8  | Leverage             | Sfruttamento          | 14 marzo 2019    | 30 marzo 2020   |
| 9  | No North Star        | Cambiare rotta        | 13 giugno 2019   | 6 aprile 2020   |
| 10 | All In               | Puntare tutto         | 20 giugno 2019   | 6 aprile 2020   |
| 11 | Mixed Signals        | Frequenze             | 27 giugno 2019   | 13 aprile 2020  |
| 12 | Serenity             | Serenità              | 27 giugno 2019   | 13 aprile 2020  |
| 13 | The Outpost          | L'avamposto           | 11 luglio 2019   | 20 aprile 2020  |
| 14 | The Last Mermaid     | L'ultima sirena       | 18 luglio 2019   | 20 aprile 2020  |
| 15 | Sacrifice            | Sacrificio            | 25 luglio 2019   | 27 aprile 2020  |
| 16 | New World Order      | Nuovo ordine mondiale | 1º agosto 2019   | 27 aprile 2020  |